# Ceratophyllus garei
Ceratophyllus garei (лат.) — вид блох из рода Ceratophyllus. Эктопаразиты птиц, в том числе обыкновенной гаги. При работе с гагачьим пухом могут кусать людей. Присутствие этих блох в скандинавских захоронениях знати указано как индикатор нахождения там изделий из гагачьего пуха.

## Распространение
В советской Украине Ceratophyllus garei были обнаружены в Черкасской области, в плавнях реки Днестр (Одесская область) и на о. Орлов в Херсонской области. Их находили в гнёздах крысы и черноголовой чайки.